# Made in Denmark 2014
Made in Denmark is in 2014 een nieuw toernooi op de Europese Tour. Het wordt gespeeld van 14 tot 17 augustus 2014 op de Himmerland Golf Klub in Aalborg, Denemarken.
Kroonprins Frederik van Denemarken is ambassadeur van het toernooi. Hij golft zelf en hij speelde woensdag met Thomas Bjørn mee in de Pro-Am. Hij is tevens lid van het Duits Olympisch Comité.
Het totale prijzengeld van dit toernooi is € 1.500.000.

## Verslag
De par van de baan is 71.

Natuurlijk zijn de ogen van de Deense toeschouwers gevestigd op hun landgenoten, die samen 24 keer een toernooi op de Europese Tour wonnen. Het gaat om de drie 43-jarige Denen Anders Hansen, Søren Hansen en Thomas Bjørn, de 39-jarige Søren Kjeldsen en de 26-jarige Morten Ørum Madsen, die dit seizoen met een overwinning in Zuid-Afrika begon. Dit is de eerste keer dat de Europese Tour naar Denemarken komt sinds het Deens Open van 2004.

### Ronde 1
In de ochtendronde streden Thomas Bjørn en Felipe Aguilar om de leiding. Beiden waren van de 10de tee gestart, Aguilar speelde in de partij voor Bjørn. Ze eindigden beiden met -5. Een uur na Bjørn startte Bradley Dredge op hole 10 en ook hij kwam met -5 binnen. Op de vierde plaats stonden tien spelers met een score van -1.

Opvallend is dat de par-5 holes alle drie gemiddeld boven de 5 scoorden. Op hole 11 werden door de 156 spelers slechts 2 birdies gemaakt maar ook 58 bogeys, 16 dubbelbogeys en 7 nog slechtere scores. En niemand maakte een eagle.

### Ronde 2
Bradley Dredge bleef aan de leiding en creëerde een voorsprong van drie slagen op Simon Wakefield, die een ronde van -4 maakte.
Het toernooirecord werd door Oliver Fisher verlaagd met een ronde van -6, hij steeg hierdor 77 plaatsen in de ranking. 
In ronde 2 werden vier eagles gemaakt op hole 4 en Tano Goya maakte een hole op hole 10, een par 3 van 142 meter. De Deense amateur Nicolai Kristensen kwalificeerde zich voor het weekend.

### Ronde 3
Er waren maar negen spelers die onder par speelden. Zelfs de leider bleef met +2 nog aan de leiding, maar Marc Warren maakte de beste dagscore en kwam naast hem staan. 

Opvallend is dat alle par-3 holes gemiddeld boven de 3 scoren en twee van de drie par-5 holes ook. Hole 16 is volgens de statistieken de moeilijkste par 3, hoewel hij maar 112 meter is. De green ligt op een heuvel, op dezelfde hoogte als de tee, maar als je de green mist, rolt de bal ver naar beneden. Er zijn geen bunkers naast de green om de bal tegen te houden.

### Ronde 4
Marc Warren en Bradley Dredge eindigden beiden met een bogey, maar verder had Warren weer een goede ronde; hij won met -9 en bleef Bradley twee slagen voor. Het leverde hem twee jaar speelrecht op en € 250.000. 
- Scores

| Naam               | R2D | OWGR | Score R1 | Score R1 | Nr  | Score R2 | Score R2 | Totaal | Nr  | Score R3 | Score R3 | Totaal | Nr  | Score R4 | Score R4 | Totaal | Nr  |
| ------------------ | --- | ---- | -------- | -------- | --- | -------- | -------- | ------ | --- | -------- | -------- | ------ | --- | -------- | -------- | ------ | --- |
| Marc Warren        | 33  | 89   | 71       | par      | T14 | 70       | -1       | -1     | T15 | 66       | -5       | -6     | T1  | 68       | -3       | -9     | 1   |
| Bradley Dredge     | 182 | 763  | 66       | -5       | T1  | 68       | -3       | -8     | 1   | 73       | +2       | -6     | T1  | 70       | -1       | -7     | 2   |
| Phillip Archer     | 140 | 601  | 70       | -1       | T4  | 70       | -1       | -2     | T8  | 71       | par      | -2     | T5  | 69       | -2       | -4     | 3   |
| Thomas Bjørn       | 3   | 24   | 66       | -5       | T1  | 73       | +2       | -3     | T3  | 73       | +2       | -1     | T8  | 69       | -2       | -3     | T4  |
| Oliver Fisher      | 57  | 244  | 75       | +4       | T85 | 65       | -6       | -2     | T8  | 72       | +1       | -1     | T8  | 69       | -2       | -3     | T4  |
| Simon Wakefield    | 147 | 611  | 71       | par      | T14 | 67       | -4       | -4     | 2   | 72       | +1       | -3     | T3  | 73       | +2       | -1     | T9  |
| Robert-Jan Derksen | 81  | 190  | 74       | +2       | T67 | 68       | -3       | par    | T25 | 74       | +3       | +3     | T26 | 72       | +1       | +4     | T39 |
| Felipe Aguilar     | 59  | 137  | 66       | -5       | T1  | 74       | +3       | -2     | T8  | 79       | +8       | +6     | T63 | 72       | +1       | +7     | T57 |
| Nicolas Colsaerts  | 106 | 176  | 70       | -1       | T4  | 72       | +1       | par    | T25 | 76       | +5       | +5     | T51 | 76       | +5       | +10    | T74 |
| Daan Huizing       | 133 | 234  | 75       | +4       | T99 | 75       | +4       | +8     | MC  |          |          |        |     |          |          |        |     |

| Leider |  | Toernooirecord |  | R2D = Race to Dubai |  | OWGR |  | MC = missed cut = cut gemist |

## Spelers
Er doet 2 amateurs mee. Nicolai Kristensen won in 2013 het Copa Juan Carlos Tailhade in Argentinië. Dit jaar won hij eind juni het Ejner Hessel kampioenschap van de ECCO Tour en was hij in juli de beste amateur bij het Fins Open . Martin Leth Simonsen werd vorige week 5de bij het International European Amateur Championship in Schotland, en kreeg daarvoor een invitatie. 
| - Felipe Aguilar - An Byeong-hun - Fredrik Andersson Hed - Kiradech Aphibarnrat - Phillip Archer - Matthew Baldwin - Gaganjeet Bhullar - Lucas Bjerregaard - Thomas Bjørn - Richard Bland - Grégory Bourdy - Kristoffer Broberg - Daniel Brooks - Rafa Cabrera Bello - François Calmels - Michael Campbell - Jorge Campillo - Alejandro Cañizares - Magnus A. Carlsson - Johan Carlsson - SSP Chowrasia - Nicolas Colsaerts - Marco Crespi - Jens Dantorp - Rhys Davies - Eduardo de la Riva - Carlos Del Moral - Robert-Jan Derksen - Chris Doak - Jack Doherty - Bradley Dredge - David Drysdale - Edouard Dubois - Simon Dyson - Jamie Elson - Nacho Elvira - Krister Eriksson | - Niclas Fasth - Richard Finch - Ross Fisher - Oliver Fisher - Alastair Forsyth - Mark Foster - Dylan Frittelli - Stephen Gallacher - Adam Gee - Ricardo González - Tano Goya - Richard Green - Emiliano Grillo - Mathias Grönberg - John Hahn - Søren Hansen - Anders Hansen - JB Hansen - Andreas Hartø - Tyrrell Hatton - Grégory Havret - James Heath - Scott Henry - Berry Henson - David Higgins - Michael Hoey - Keith Horne - David Horsey - Divid Howell - Daan Huizing - Daniel Im - Raphaël Jacquelin - Scott Jamieson - Jin Jeong - Michael Jonzon - Roope Kakko - Alexandre Kaleka | - Shiv Kapur - Rikard Karlberg - Simon Khan - Maximilian Kieffer - Kim Si-hwan - James Kingston - Søren Kjeldsen - Jason Knutzon - Mikko Korhonen - Jbe' Kruger - Moritz Lampert 1) - Peter Lawrie - Paul Lawrie - Craig Lee - Thomas Levet - Alexander Lévy - Tom Lewis - José-Filipe Lima - Mikael Lundberg - Morten Ørum Madsen - Stuart Manley - Andrew Marshall - Gareth Maybin - Andrew McArthur - Damien McGrane - Jamie McLeary - Francesco Molinari - James Morrison - Matthew Nixon - Alex Norén - Thomas Nørret - Thorbjørn Olesen - Wade Ormsby - Adrian Otaegui - Chris Paisley - Brinson Paolini - John Parry | - Andrea Pavan - Eddie Pepperell - Kevin Phelan - Julien Quesne - Richie Ramsay - Victor Riu - Robert Rock - Brett Rumford - Adrien Saddier - Ricardo Santos - Marcel Siem - Jeev Milkha Singh - Joel Sjöholm - Patrik Sjöland - Lee Slattery - Gary Stal - Brandon Stone - Graeme Storm - Andy Sullivan - Simon Thornton - Mark Tullo - Peter Uihlein - Tjaart van der Walt - Simon Wakefield - Sam Walker - Anthony Wall - Justin Walters - Paul Waring - Marc Warren - Romain Wattel - Steve Webster - Danny Willett - Chris Wood Amateur - Nicolai Kristensen WAGR 125 - Martin Leth Simonsen WAGR 247 |

1) Moritz Lampert speelde in 2013 op de Europese Tour en eindigde als nummer 109 op de Race to Dubai. Hij moest naar de Tourschool, waar hij Stage 2 op El Saler slecht speelde. In 2014 speelde hij dus weer op de Challenge Tour, behaalde daar begin augustus zijn derde overwinning en promoveerde meteen terug naar de Europese Tour.
 South African Open Championship ·
 Alfred Dunhill Championship ·
 Nedbank Golf Challenge ·
 Hong Kong Open ·
 Nelson Mandela Championship ·
 Volvo Golf Champions ·
 Abu Dhabi Golf Championship ·
 Commercialbank Qatar Masters ·
 Dubai Desert Classic ·
 Joburg Open ·
 Africa Open ·
 WGC-Accenture Match Play Championship ·
 Tshwane Open ·
 WGC-Cadillac Championship ·
 Trophée Hassan II ·
 EurAsia Cup ·
 NH Collection Open ·
 The Masters ·
 Maybank Malaysian Open ·
 Volvo China Open ·
 The Championship at Laguna National ·
 Madeira Islands Open ·
 Open de España ·
 BMW PGA Championship ·
 Nordea Masters ·
 Lyoness Open ·
 US Open ·
 Iers Open ·
 BMW International Open ·
 Open de France ·
 Scottish Open ·
 The Open Championship ·
 M2M Russian Open ·
 WGC-Bridgestone Invitational ·
 US PGA Championship ·
 Made in Denmark ·
 D+D Real Czech Masters ·
 Italiaans Open ·
 European Masters ·
 KLM Open ·
 Wales Open ·
 Ryder Cup ·
 Alfred Dunhill Links Championship ·
 Portugal Masters ·
 Volvo World Match Play Championship ·
 Perth International ·
 BMW Masters ·
 WGC-HSBC Champions ·
 Turks Open ·
 Dubai World Championship